# Esteban Domingo Solans
Esteban Domingo Solans (Barcelona, 27 de maig de 1943) és un bioquímic català, acadèmic de la Reial Acadèmia de Ciències Exactes, Físiques i Naturals.

## Biografia
El 1965 es llicencià en química a la Universitat de Barcelona, on el 1969 es doctorà en bioquímica amb premi extraordinari amb la tesi  "Cinética de la xantíndeshidrogenasa hepática con diversos sustratos. Va fer estades de postgrau a la Universitat de Califòrnia a Irvine (1969-1973) i a la Universitat de Zúric (1973-1976). De 1978 a 1992 fou professor a la Universitat Autònoma de Madrid i des d'aleshores és professor d'Investigació en el Centre de Biologia Molecular Severo Ochoa (CBMSO) i del CSIC.
Ha treballat en virologia molecular, principalment amb els virus d'ARN, en els que ha fet el primer càlcul d'una taxa de mutació i ha demostrat l'estructura de quasiespècies i una proposta de tractament combinat com a teràpia per les seves infeccions.
És un dels científics fundadors del Centre d'Astrobiologia a Torrejón de Ardoz. Ha publicat més de 260 treballs en revistes científiques, des de 1998 és membre de l'Academia Europaea i des de 1997 de la Societat Europea de Virologia Veterinària. És doctor honoris causa per la Universitat de Lieja (1999) i per la Universitat de Berna (2004). En 2011 fou elegit acadèmic de la Reial Acadèmia de Ciències Exactes, Físiques i Naturals, ingressant en 2013 amb el discurs Implicaciones teóricas y médicas de la variabilidad vírica.

## Llibres
- Virus en evolución: una aproximación a la dinámica poblacional de los virus y al origen de nuevas enfermedades víricas EUDEMA Universidad, 1994. ISBN 84-7754-191-4
- Una Perspectiva sobre la Situación Actual de la Virología amb Margarita Salas Falgueras